# 벅시
《벅시》(Bugsy)는 1991년 미국에서 제작된 베리 레빈슨 감독의 전기 범죄 영화다. 워런 비티 등이 주연으로 출연하였고 마크 존슨 등이 제작에 참여하였다.

## 줄거리
1941년, 마이어 랜스키와 찰리 루치아노와 어린 시절부터 범죄 파트너였던 갱스터 벤자민 "벅시" 시걸은 로스앤젤레스로 가서 거친 말투의 할리우드 신인 배우 버지니아 힐과 즉시 사랑에 빠진다. 두 사람은 벅시가 배우 조지 래프트를 맨파워 촬영장에서 방문했을 때 처음 만난다. 그는 베벌리힐스에 집을 사서 아내와 두 딸이 스카스데일에 머무는 동안 그곳에 머물 계획을 세운다.
벅시는 루치아노와 랜스키로부터 약한 로스앤젤레스 범죄 조직 보스 잭 드라그나와 협력하여 운영하는 수익성 좋은 불법 도박 사업을 보호하라는 임무를 받는다. 지역 유대인 갱스터 미키 코헨은 어느 날 드라그나의 사업을 털어버린다. 그는 벅시에게 대면하게 되는데, 벅시는 털린 사람 대신 턴 사람과 사업을 해야겠다고 결심한다. 코헨은 베팅 카지노를 담당하게 되고, 드라그나는 분노한 벅시에게 14,000달러를 훔쳤다고 고백해야 했으며 이제 코헨의 지시를 따라야 한다는 말을 듣는다.
버지니아가 드러머 진 크루파와 여러 투우사들과 바람을 피운 일과 벅시가 이혼을 꺼리는 문제로 다툰 후, 버지니아는 벅시에게 로맨틱한 움직임을 보인다. 거친 도박장의 유지보수 요청을 위해 네바다주로 여행을 갔을 때, 벅시는 도박이 합법인 유일한 주에 있는 네바다 사막에 럭셔리 호텔과 카지노를 짓겠다는 영감을 받는다. 그는 랜스키와 다른 뉴욕 마피아로부터 100만 달러의 자금을 얻어 네바다에서 합법적으로 대규모 사업을 벌이기로 한다. 버지니아는 벅시가 그녀에게 지분을 제안하고, 회계 책임을 맡기고, 라스베이거스에 플라밍고 라스베이거스를 건설하기 시작할 때까지는 참여하지 않으려 했다. 그러나 과도한 지출과 힐의 관리 부실로 예산은 곧 6백만 달러 이상으로 치솟아 통제 불능이 된다. 절망에 빠진 벅시는 손실의 일부를 충당하기 위해 자신의 지분을 팔아버린다.
벅시는 옛 동료들을 배신하고 자신을 구하려다 도박 습관과 증언을 요구하는 검사들의 협박으로 돈이 바닥난 갱스터 해리 그린버그의 방문을 받는다. 해리는 벅시에게 도움을 청하고, 벅시는 그를 외딴 곳으로 데려가 사적으로 이야기한 후 친구를 총으로 쏴 죽인다. 그는 살인 혐의로 체포되지만, 유일한 증인은 해리를 벅시의 집 앞에 내려준 택시 운전사였고, 그는 돈을 받고 곧 사라진다.
랜스키는 감옥 밖에서 벅시를 기다리고 친구에게 돈 가방을 건네주지만, 더 이상 그를 보호할 수 없을 것이라고 경고한다. 플라밍고의 개장 밤은 비바람 속에서 완전히 실패했으며, 예산 중 2백만 달러가 행방불명된다. 벅시는 버지니아가 돈을 훔쳤다는 것을 알게 되고, 그녀에게 그 돈을 갖도록 내버려둔다. 그리고 그는 랜스키에게 언젠가 자신에게 감사하게 될 것이므로 카지노 지분을 절대 팔지 말라고 촉구한다. 로스앤젤레스로 돌아온 벅시는 집에서 총에 맞아 살해된다. 버지니아는 라스베이거스에서 이 소식을 듣고 자신의 날도 얼마 남지 않았음을 깨닫는다.
마지막 자막에는 벅시가 죽은 지 일주일 후 버지니아가 모든 사라진 돈을 랜스키에게 돌려주고 나중에 오스트리아에서 자살했으며, 1991년까지 벅시의 라스베이거스 꿈에 투자된 6백만 달러가 1천억 달러의 수익을 창출했다고 명시되어 있다.

## 출연

### 주연
- 워런 비티 : 벤 벅시 시겔 역
- 아네트 베닝 : 버지니아 힐 역

### 조연
- 하비 케이틀 : 믹키 코헨 역
- 벤 킹슬리 : 랜스키 역
- 엘리어트 굴드 : 해리 그린버그 역
- 조 맨테그나 : 조지 래프트 역

### 단역
- 베베 뉴워스 : 프라소 역
- 웬디 필립스 : 에스타 시겔 역
- 리처드 C. 사라피안 : 잭 드래그너 역
- 루이스 반 베건 : 조이 아도니스 역
- 빌 그레이엄 : 찰리 루치아노 역
- 앤디 로마노 : 델 웹 역
- 로버트 벌트런 : 알레한드로 역
- 지안 카를로 스칸디우지
- 스테파니 메이슨
- 킴벌리 맥컬러프
- 조셉 로먼
- 제임스 토백
- 돈 카라라
- 카민 카리디
- 돈 칼파
- 로버트 글라우디니
- 브라이언 스미스
- 레이 맥키넌
- 에릭 크리스마스
- 조 베이커
- 존 C. 모스코프
- 데브라 파렌티노
- 안소니 러셀
- 웬디 말릭
- 피터 지울리아노
- 브루스 에드 모로우
- 클리브 로젠그렌
- 게리 맥거크
- 폴 로체
- 토미 타운센드
- 트러시 린드
- 줄리 크리스틴슨
- 로버트 비처
- 캐시 브롤리
- 앤 게이비스

## 기타
- 미술: 데니스 가스너
- 의상: 알버트 울스키
- 배역: 엘렌 체노워스

## KBS 성우진 (1994년 3월 12일)
- 송두석 - 벅시(워런 비티)
- 장유진 - 버지니아(아네트 베닝)
- 최흘
- 이강룡
- 황원
- 김태연
- 온영삼
- 유민석
- 탁원제
- 김정미
- 임은정
- 유동현
- 홍시호
- 최덕희
- 김순영
- 한호웅